# Jošino (hora)
Hora Jošino (japonsky: 吉野山, Jošinojama) je horský hřeben táhnoucí se asi 8 kilometrů severojižním směrem od řeky Jošino k pohoří Ómine ve střední části prefektury Nara. Celý hřbet leží v katastru města Jošino v okrese Jošino. Hora Jošino je rovněž pojmenování pro širší oblast posetou svatyněmi a chrámy, v jejichž středu se nachází chrám Kinpusendži.
Od pradávna byla hora Jošino známa jako místo vhodné pro pozorování kvetoucích stromů. Obzvláště proslavené byly místní sakury. Na hanami sem kdysi přijel i Hidejoši Tojotomi. I v současnosti v době, kdy kvetou sakury, oblast překypuje turisty. Hora je od úpatí k vrcholu rozdělena na čtyři části: Šimosenbon (下千本), Nakasenbon (中千本), Kamisenbon (上千本) a Okusenbon (奥千本). V každé části kvetou sakury v jinou dobu.
9. prosince 1924 byla hora prohlášena za národní památku (国の史跡, Kuni no šiseki) a za místo s malebnou vyhlídkou (名勝, Meišó).
V únoru 1936 byl založen Národní park Jošino-Kumano (吉野熊野国立公園, Jošino Kumano Kokuricu Kóen), jehož je hora Jošino součástí. V roce 1990 se Jošino dostalo do výběru 100 nejlepších míst v Japonsku pro pozorování kvetoucích sakur. A nakonec v červenci 2004 byla hora spolu s dalšími památkami na poloostrově Kii zapsána na Seznam světového dědictví UNESCO pod názvem Posvátná místa a poutní stezky v pohoří Kii.
Hora Jošino je posvátná pro stoupence asketické sekty Šugendó a tradičním začátkem poutní stezky na horu Ómine (Sandžó), jejíž vrchol je (stejně jako poloostrov Athos v Řecku) oblastí, kam je ženám již po staletí zakázán přístup.